# Prosopocera viridimaculata
Prosopocera viridimaculata är en skalbaggsart som beskrevs av Stefan von Breuning 1969. Prosopocera viridimaculata ingår i släktet Prosopocera och familjen långhorningar. Inga underarter finns listade i Catalogue of Life.